# 西乡塘客运站 (地铁)
西乡塘客运站是南宁轨道交通1号线的地铁车站，位于中华人民共和国广西壮族自治区南宁市西乡塘区大学路和思圣路交叉口地下，西乡塘客运汽车站旁。该站在2016年12月28日南宁轨道交通1号线西段通车时开放载客，设有5个出入口和1个岛式站台。

## 设施

### 结构
西乡塘客运站设有2层，地面为出入口，地下一层为站厅，地下二层为1号线月台（往石埠／火车东站）的位置。
| 地面     | 出入口                    | 出入口                   |
| 地下一层 | 大堂                      | 客服中心、商店、自助服務 |
| 地下二层 |                           | █ 1号线列車往石埠方向    |
| 地下二层 | 島式月台                  |                          |
| 地下二层 | █ 1号线列車往火车东站方向 |                          |

### 出入口
西乡塘客运站形似狹長的方形，設有5個出入口，其中B出入口设有无障碍电梯。
| 出口編號            | 建議前往的目的地                                                               |
| ------------------- | ------------------------------------------------------------------------------ |
| A出入口             | 大学西路、军安路、相贤路                                                       |
| B出入口             | 大学西路、思圣路、西乡塘客运站                                                 |
| C出入口             | 暂未开放                                                                       |
| D出入口             | 大学西路、新村路、新村村委会                                                   |
| E出入口             | 军安路、罗文大道、南宁市公安局、西明商业广场、广西史志博物馆、广西残疾人事业园 |
| 注： 設有无障碍电梯 |                                                                                |

## 服务及接驳公交
地铁1号线工作日高峰时段7∶30至9∶00、17∶30至19∶30、节假日行车间隔为6分30秒，工作日的其余时段行车间隔为7分钟。

从西乡塘客运站开往火车东站的首班车在每天上午6时30分开出，末班车在每天22时37分开出；开往石埠站的首班车在每天上午7时02分开出，而末班车则在每天晚上23时16分开出。
乘客可在本站周围换乘南宁公交54、55、58、66、95、204、207、605、804、805、W5、环2线等12条公交线路。